# نمط متعرج
النمط المتعرج هو ترتيب مستطيلات تستخدم لتبليط الأرضيات وأرصفة الطرق ، لذلك سميت للتشابه الخيالي مع عظام سمكة مثل الرنجة.
يمكن أن تكون الكتل مستطيلات أو متوازي الأضلاع . تكون نسب طول حافة الكتلة عادة 2: 1 ، وأحيانًا 3: 1 ، ولكن لا يلزم أن تكون نسبًا حتى.
يحتوي نمط متعرجة على تناظر مجموعة ورق الحائط ، طالما أن الكتل ليست بلون مختلف (أي ، مع مراعاة الحدود وحدها).
يمكن العثور على أنماط متعرجة في ورق الحائط ، والفسيفساء ، والمقاعد ، والقماش والملابس ( قماش متعرج ) ، وطوق الأحذية ، والطباعة الأمنية ، وتروس متعرجة ، والمجوهرات ، والنحت ، وأماكن أخرى.

## أمثلة
|                                       |                                       |                        |                      |
| حصائر مصرية بنمط متعرج بلونين مختلفين | حصائر مصرية بنمط متعرج بلونين مختلفين | رصيف سالزبورغ ، النمسا | بودابست ، رصيف المجر |

## تبليط ذات صلة
باعتباره فسيفساء هندسية ، فإن نمط عظم الرنجة مطابق طوبولوجياً للبلاط السداسي المنتظم. يمكن ملاحظة ذلك إذا كانت الكتل المستطيلة مشوهة قليلاً.
في الباركيه ، المعروف أكثر باسم الأرضيات ، يمكن تحقيق أنماط متعرجة في الخشب والطوب والبلاط. يمكن استخدام الألوان البديلة الرقيقة لإنشاء نمط أرضي مميز ، أو قد تكون المواد المستخدمة هي نفسها ، مما يجعل الأرضية تبدو موحدة من مسافة بعيدة. يعد وضع أرضية متعرجة أمرًا صعبًا للغاية ، نظرًا لأن العديد من الصفوف الصغيرة يجب أن تصطف بسلاسة ، مما قد يكون صعبًا في غرفة ليست مسطحة تمامًا. يمكن أن تكون الأخطاء الصغيرة في أرضية متعرجة صارخة إلى حد ما بسبب الطريقة التي يصطف بها النمط ، لذلك يجب توخي الحذر.
تستخدم الماسونري أيضًا متعرجة ، غالبًا كنمط تشكيل على جوانب المباني والهياكل الأخرى. قد يتم صنع أرضية أو ممشى خارجي مصنوع من الحجر أو الطوب بالكامل من عظام متعرجة ، أو يمكن دمج خطوط عظم متعرجة في أنماط أخرى. تمامًا كما هو الحال مع الأرضيات ، يجب محاذاة الصفوف بعناية للحفاظ على سلامة النمط.